# Gouvernement Mečiar III
République slovaque
Gouvernement Moravčík Gouvernement Dzurinda I
Le gouvernement Mečiar III (Tretia vláda Vladimíra Mečiara, en slovaque) est le gouvernement de la République slovaque entre le 13 décembre 1994 et le 30 octobre 1998, durant la première législature du Conseil national.

## Coalition et historique
Dirigé par l'ancien président du gouvernement populiste autoritaire Vladimír Mečiar, il était soutenu par une coalition entre le Mouvement pour une Slovaquie démocratique (HZDS), l'Union des travailleurs de Slovaquie (ZRS), le Parti national slovaque (SNS), qui disposaient ensemble de 83 députés sur 150 au Conseil national, soit 55,3 % des sièges, ainsi que le Nouveau Parti agrarien (NAS),.
Il a été formé à la suite des élections législatives des 30 septembre et 1er octobre 1994 et succédait au gouvernement de Jozef Moravčík, constitué d'une alliance entre le centre gauche et le centre droit, formé le 15 mars précédent afin de renverser Mečiar, président du gouvernement de l'époque.
Bien que le HZDS soit arrivé en tête des élections législatives des 25 et 26 septembre 1998, le gouvernement a nettement perdu sa majorité et une nouvelle coalition de centre droit et de centre gauche, contre Mečiar, a alors constitué un gouvernement, sous la présidence de Mikuláš Dzurinda,.

## Composition

### Initiale
| Portefeuille                                                    | Nom | Nom              | Parti |
| --------------------------------------------------------------- | --- | ---------------- | ----- |
| Président du gouvernement                                       |     | Vladimír Mečiar  | HZDS  |
| Vice-présidente du gouvernement Affaires législatives           |     | Katarína Tóthová | HZDS  |
| Vice-président du gouvernement Intégration économique           |     | Sergej Kozlík    | HZDS  |
| Vice-président du gouvernement Développement social et culturel |     | Jozef Kalman     | ZRS   |
| Ministre de l'Économie                                          |     | Ján Ducký        | HZDS  |
| Ministre des Transports, des Postes et des Télécommunications   |     | Alexander Rezeš  | HZDS  |
| Ministre de l'Agriculture                                       |     | Peter Baco       | HZDS  |
| Ministre de la Construction et des Travaux publics              |     | Ján Mráz         | ZRS   |
| Ministre de l'Intérieur                                         |     | Ľudovít Hudek    | HZDS  |
| Ministre de la Défense                                          |     | Ján Sitek        | SNS   |
| Ministre de la Justice                                          |     | Jozef Liščák     | ZRS   |
| Ministre des Affaires étrangères                                |     | Juraj Schenk     | HZDS  |
| Ministre du Travail, des Affaires sociales et de la Famille     |     | Oľga Keltošová   | HZDS  |
| Ministre de l'Environnement                                     |     | Jozef Zlocha     | HZDS  |
| Ministre de l'Éducation                                         |     | Eva Slavkovská   | SNS   |
| Ministre de la Culture                                          |     | Ivan Hudec       | HZDS  |
| Ministre de la Santé                                            |     | Ľubomír Javorský | HZDS  |
| Ministre de la Gestion et de la privatisation des biens publics |     | Peter Bisák      | ZRS   |

### Remaniement du27 août 1996
- Les nouveaux ministres sont indiqués en gras, ceux ayant changé d'attribution en italique.

| Portefeuille                                                                | Nom | Nom                                                 | Parti |
| --------------------------------------------------------------------------- | --- | --------------------------------------------------- | ----- |
| Président du gouvernement                                                   |     | Vladimír Mečiar                                     | HZDS  |
| Vice-présidente du gouvernement Affaires législatives                       |     | Katarína Tóthová                                    | HZDS  |
| Vice-président du gouvernement Intégration économique Ministre des Finances |     | Sergej Kozlík                                       | HZDS  |
| Vice-président du gouvernement Développement social et culturel             |     | Jozef Kalman                                        | ZRS   |
| Ministre de l'Économie                                                      |     | Karol Česnek                                        | HZDS  |
| Ministre des Finances                                                       |     | Sergej Kozlík (jusqu'au 14/01/1998)                 | HZDS  |
| Ministre des Finances                                                       |     | Miroslav Maxon                                      | NAS   |
| Ministre des Transports, des Postes et des Télécommunications               |     | Alexander Rezeš (jusqu'au 15/04/1997) Ján Jasovský  | HZDS  |
| Ministre de l'Agriculture                                                   |     | Peter Baco                                          | HZDS  |
| Ministre de la Construction et des Travaux publics                          |     | Ján Mráz                                            | ZRS   |
| Ministre de l'Intérieur                                                     |     | Gustáv Krajči                                       | HZDS  |
| Ministre de la Défense                                                      |     | Ján Sitek                                           | SNS   |
| Ministre de la Justice                                                      |     | Jozef Liščák                                        | ZRS   |
| Ministre des Affaires étrangères                                            |     | Pavol Hamžík (jusqu'au 11/06/1997) Zdenka Kramplová | HZDS  |
| Ministre du Travail, des Affaires sociales et de la Famille                 |     | Oľga Keltošová                                      | HZDS  |
| Ministre de l'Environnement                                                 |     | Jozef Zlocha                                        | HZDS  |
| Ministre de l'Éducation                                                     |     | Eva Slavkovská                                      | SNS   |
| Ministre de la Culture                                                      |     | Ivan Hudec                                          | HZDS  |
| Ministre de la Santé                                                        |     | Ľubomír Javorský                                    | HZDS  |
| Ministre de la Gestion et de la privatisation des biens publics             |     | Peter Bisák                                         | ZRS   |

### Remaniement du27 février 1998
- Les nouveaux ministres sont indiqués en gras, ceux ayant changé d'attribution en italique.

| Portefeuille                                                    | Nom | Nom                                    | Parti |
| --------------------------------------------------------------- | --- | -------------------------------------- | ----- |
| Président du gouvernement                                       |     | Vladimír Mečiar                        | HZDS  |
| Vice-présidente du gouvernement Affaires législatives           |     | Katarína Tóthová                       | HZDS  |
| Vice-président du gouvernement Intégration économique           |     | Sergej Kozlík                          | HZDS  |
| Vice-président du gouvernement Développement social et culturel |     | Jozef Kalman                           | ZRS   |
| Ministre de l'Économie                                          |     | Milan Cagala                           | HZDS  |
| Ministre des Finances                                           |     | Miroslav Maxon                         | NAS   |
| Ministre des Transports, des Postes et des Télécommunications   |     | Ján Jasovský                           | HZDS  |
| Ministre de l'Agriculture                                       |     | Peter Baco                             | HZDS  |
| Ministre de la Construction et des Travaux publics              |     | Ján Mráz                               | ZRS   |
| Ministre de l'Intérieur                                         |     | Gustáv Krajči                          | HZDS  |
| Ministre de la Défense                                          |     | Ján Sitek                              | SNS   |
| Ministre de la Justice                                          |     | Jozef Liščák                           | ZRS   |
| Ministre des Affaires étrangères                                |     | Zdenka Kramplová (jusqu'au 06/10/1998) | HZDS  |
| Ministre des Affaires étrangères                                |     | Intérim de Jozef Kalman                | ZRS   |
| Ministre du Travail, des Affaires sociales et de la Famille     |     | Vojtech Tkáč                           | HZDS  |
| Ministre de l'Environnement                                     |     | Jozef Zlocha                           | HZDS  |
| Ministre de l'Éducation                                         |     | Eva Slavkovská                         | SNS   |
| Ministre de la Culture                                          |     | Ivan Hudec                             | HZDS  |
| Ministre de la Santé                                            |     | Ľubomír Javorský                       | HZDS  |
| Ministre de la Gestion et de la privatisation des biens publics |     | Peter Bisák                            | ZRS   |